# Италијански бојни брод Наполи
Наполи (итал. Napoli, Напуљ) је био италијански бојни брод класе Ређина Елена. Поринут је у луци Кастеламаре ди Стабија 1905. године.
Има готово сличну улогу током италијанско-турског и Првог светског рата као и Виторио Емануеле. Отписан је и исечен 1925.